# Campeonato Mundial de Natação em Piscina Curta de 2016 - 4x100 m livre feminino
A prova dos 4x100 metros livre feminino do Campeonato Mundial de Natação em Piscina Curta de 2016 foi disputado no dia 6 de dezembro no Centro WFCU em Windsor, Canadá.

## Recordes
Antes desta competição, os recordes mundiais e do campeonato nesta prova eram os seguintes:
|                       | Nome                                                                                              | Nacionalidade | Tempo   | Local | Data                  |
| --------------------- | ------------------------------------------------------------------------------------------------- | ------------- | ------- | ----- | --------------------- |
| Recorde mundial       | Inge Dekker (52,39) Femke Heemskerk (50,58) Maud van der Meer (52,55) Ranomi Kromowidjojo (51,01) | Países Baixos | 3:26.53 | Doha  | 5 de dezembro de 2014 |
| Recorde do campeonato | Inge Dekker (52,39) Femke Heemskerk (50,58) Maud van der Meer (52,55) Ranomi Kromowidjojo (51,01) | Países Baixos | 3:26.53 | Doha  | 5 de dezembro de 2014 |

## Medalhistas
| Ouro | Prata                                                                              | Bronze |
| Estados Unidos · Amanda Weir · Kelsi Worrell · Madison Kennedy · Mallory Comerford · Ali DeLoof* · Katie Drabot* · Katrina Konopka* | Itália · Erika Ferraioli · Silvia Di Pietro · Aglaia Pezzato · Federica Pellegrini | Países Baixos · Maud van der Meer · Marrit Steenbergen · Maaike de Waard · Ranomi Kromowidjojo · Kim Busch* · Robin Neumann* |

*Participaram apenas das eliminatórias, mas também receberam medalhas.

## Resultados

### Eliminatórias
As eliminatórias ocorreram dia 6 de dezembro. 12  nacionalidades participaram da competição. 
| Colocação | Bateria | Raia | Nacionalidade  | Nome                                                                                                | Tempo     | Notas |
| --------- | ------- | ---- | -------------- | --------------------------------------------------------------------------------------------------- | --------- | ----- |
| 1.        | 2       | 4    | Canadá         | Sandrine Mainville (52,72) Alexia Zevnik (52,12) Michelle Williams (52,02) Taylor Ruck (52,63)      | 3:29,49   | Q     |
| 2.        | 2       | 3    | Itália         | Erika Ferraioli (53,55) Silvia Di Pietro (52,61) Aglaia Pezzato (53,22) Federica Pellegrini (53,03) | 3:32,41   | Q     |
| 3.        | 2       | 5    | Países Baixos  | Maud van der Meer (53,75) Kim Busch (53,52) Robin Neumann (54,42) Ranomi Kromowidjojo (51,90)       | 3:33,59   | Q     |
| 4.        | 2       | 7    | Austrália      | Carla Buchanan (53,89) Jemma Schlicht (54,37) Emily Seebohm (52,77) Brittany Elmslie (52,62)        | 3:33,6    | Q     |
| 5.        | 1       | 6    | China          | Zhu Menghui (53,21) Shen Duo (53,65) Sun Meichen (53,57) Tang Yuting (54,06)                        | 3:34,49   | Q     |
| 6.        | 1       | 7    | França         | Anna Santamans (53,49) Marie Wattel (53,82) Mathilde Cini (54,47) Melanie Henique (53,06)           | :34,84    | Q     |
| 7.        | 1       | 3    | Estados Unidos | Katrina Konopka (53,69) Katie Drabot (54,61) Madison Kennedy (53,24) Alexandra De Loof (53,44)      | 3:34,98   | Q     |
| 8.        | 1       | 4    | Japão          | Rikako Ikee (52,69) Yui Yamane (53,79) Tomomi Aoki (53,45) Sayuki Ouchi (55,11)                     | 3:35,04   | Q     |
| 9.        | 2       | 6    | Dinamarca      | Mie Nielsen (54,20) Julie Jensen (53,78) Sarah Bro (54,88) Emilie Beckmann (54,49)                  | 3:37,35   |       |
| 10.       | 1       | 5    | Paraguai       | Karen Riveros (57,28) Sofia Lopez (59,59) Nicole Rautemberg (1:00,08) Marie Jose Arrua (58,58)      | M3:55,97  |       |
| 11.       | 1       | 2    | Macau          | Tan Chi Yan (57,94) Lei On Kei (58,92) Choi Weng Tong (1:00,01) Long Chi Wai (59,10)                | 3:55,97   |       |
| 12. !     | 2       | 2    | Argélia        | Souad Nefissa Cherouati Hannah Taleb-Bendiab Sarah Hadj Abderrahmane Amel Melih                     | 9:99,99 ! | DNS   |

### Final
A final teve sua disputa realizada em 6 de dezembro. 
| Colocação         | Raia | Nome           | Nacionalidade                                                                                            | Tempo     | Notas |
| ----------------- | ---- | -------------- | --- | --------- | ----- |
| Medalha de ouro   | 1    | Estados Unidos | Amanda Weir (52,95) Kelsi Worrell (51,04) Madison Kennedy (52,84) Mallory Comerford (51,99)              | 3:28,82   |       |
| Medalha de prata  | 5    | Itália         | Erika Ferraioli (53,51) Silvia Di Pietro (52,06) Aglaia Pezzato (52,52) Federica Pellegrini (52,19)      | 3:30,28   |       |
| Medalha de bronze | 3    | Países Baixos  | Maud van der Meer (53,48) Marrit Steenbergen (53,17) Maaike de Waard (53,09) Ranomi Kromowidjojo (51,36) | 3:31,10   |       |
| 4.                | 6    | Austrália      | Brittany Elmslie (52,29) Carla Buchanan (53,17) Jemma Schlicht (53,75) Emily Seebohm (52,00)             | 3:31,21   |       |
| 5.                | 8    | Japão          | Rikako Ikee (52,16) Yui Yamane (53,91) Sayuki Ouchi (54,21) Tomomi Aoki (53,81)                          | 3:34,09   |       |
| 6.                | 7    | França         | Anna Santamans (53,79) Marie Wattel (53,52) Mathilde Cini (54,06) Melanie Henique (53,76)                | 3:35,13   |       |
| 7.                | 2    | China          | Zhu Menghui (53,77) Shen Duo (54,01) Sun Meichen (53,82) Tang Yuting (54,41)                             | 3:36,01   |       |
| 8. !              | 4    | Canadá         | Sandrine Mainville Alexia Zevnik Penny Oleksiak Michelle Williams                                        | 9:99,99 ! | DSQ   |

Legenda
| Recorde mundial       | Recorde mundial (World record)               |                       | Recorde africano                      | Recorde africano (African) |                                           | Q | Classificado por posição (Qualified) |
| Recorde do campeonato | Recorde do campeonato (Championship record)  | Recorde da América    | Recorde da América (Americas)         | q                          | Classificado por melhor tempo (Qualified) |   |                                      |
| Melhor marca do ano   | Melhor marca do ano (World leading)          | Recorde asiático      | Recorde asiático (Asian)              | DNS                        | Não largou (Did not start)                |   |                                      |
| Recorde nacional      | Recorde nacional (National record)           | Recorde europeu       | Recorde europeu (European)            | DNF                        | Não terminou (Did not finish)             |   |                                      |
| Recorde pessoal       | Recorde pessoal do atleta (Personal best)    | Recorde da Oceania    | Recorde da Oceania (Oceania)          | DSQ / DQ                   | Desclassificado (Disqualified)            |   |                                      |
| Recorde da temporada  | Recorde da temporada do atleta (Season best) | Recorde sul-americano | Recorde sul-americano (South America) | NM                         | Sem marca (No mark)                       |   |                                      |